# Dusona sasayamae
Dusona sasayamae là một loài tò vò trong họ Ichneumonidae.